# Alkottesvulst
Alkottesvulst (Taphrina alni) är en svampart som först beskrevs av Berk. & Broome, och fick sitt nu gällande namn av Gjaerum 1966. Alkottesvulst ingår i släktet Taphrina och familjen häxkvastsvampar.  Arten är reproducerande i Sverige. Inga underarter finns listade i Catalogue of Life.

## Bildgalleri

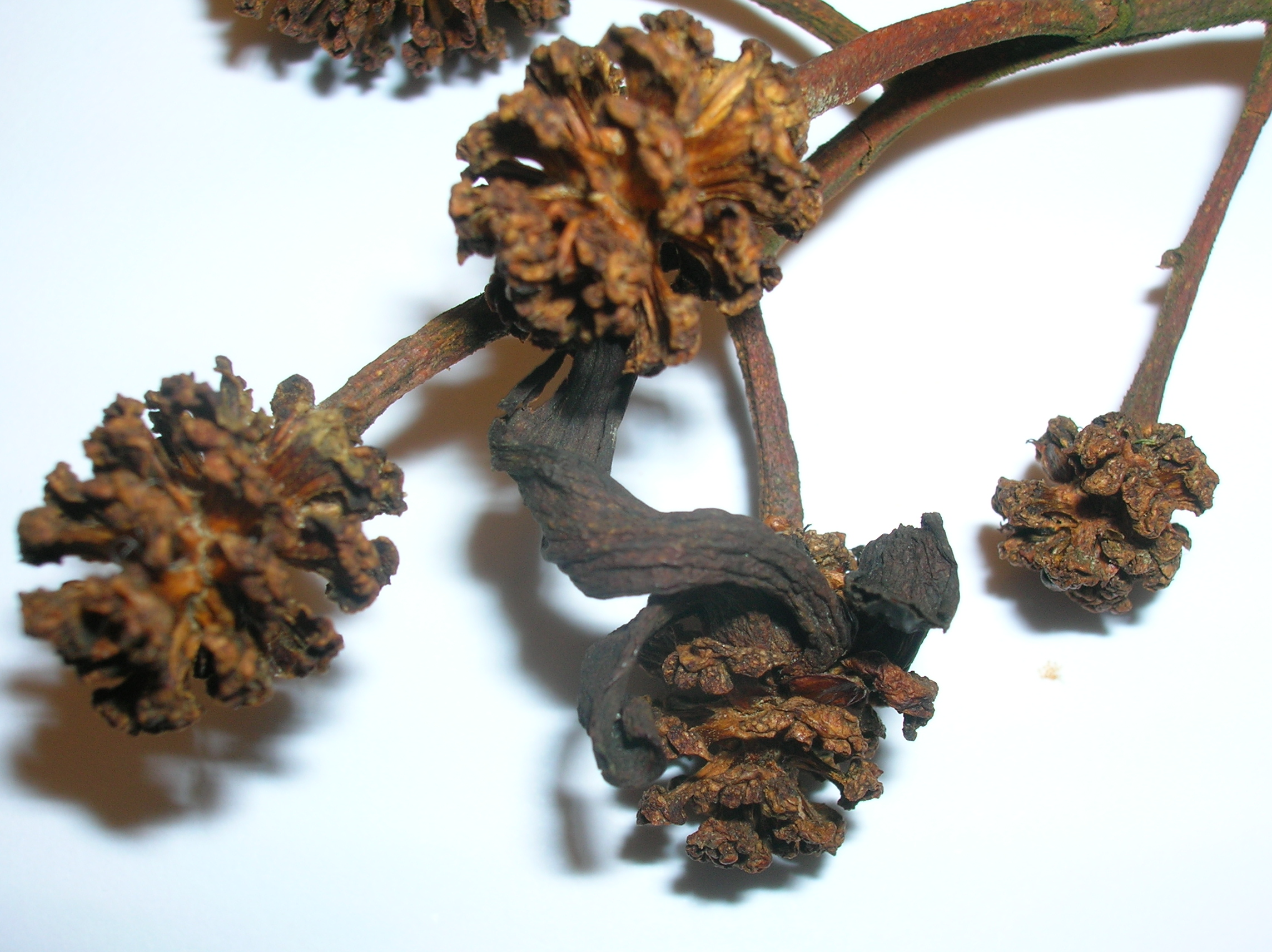
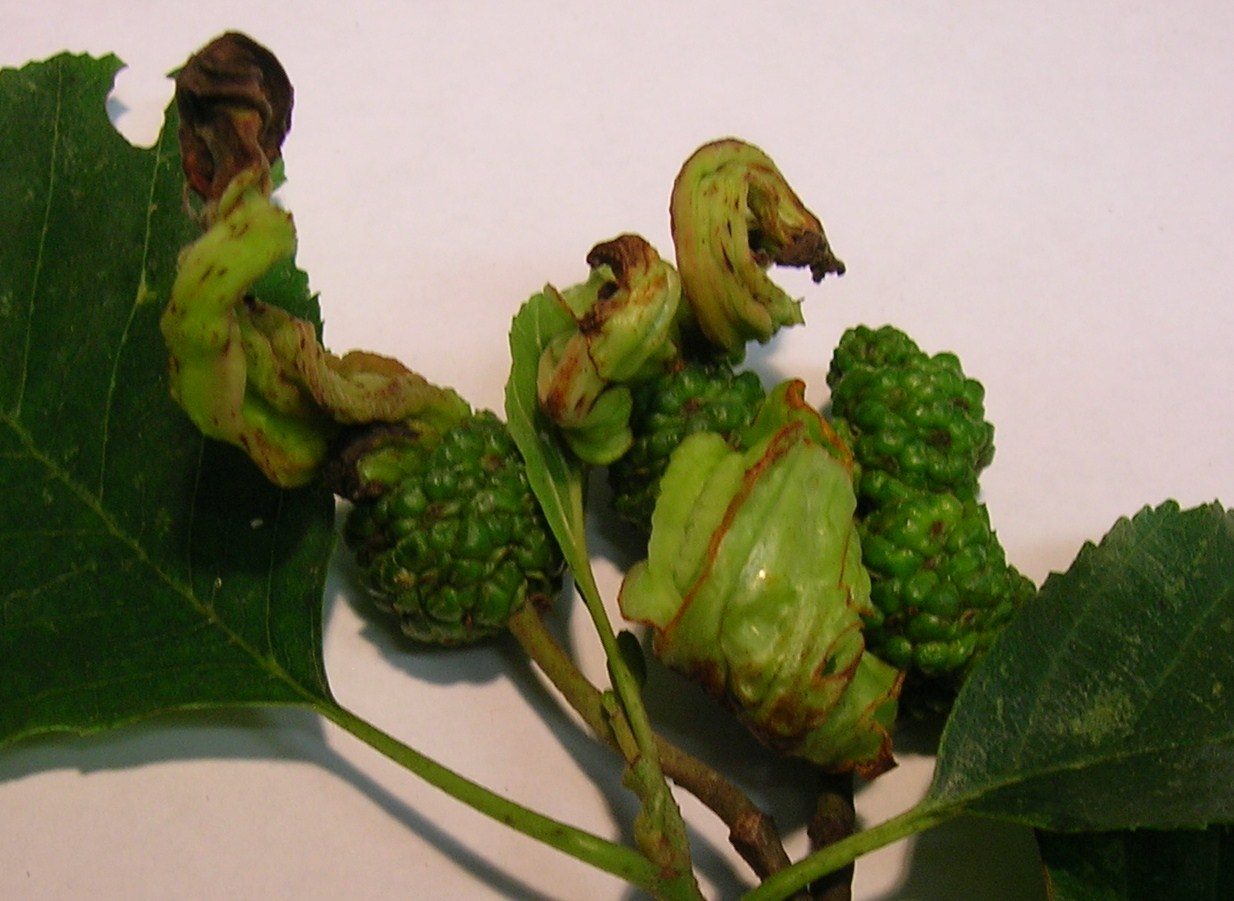